# Liste der Monuments historiques in Mécrin
Die Liste der Monuments historiques in Mécrin führt die Monuments historiques in der französischen Gemeinde Mécrin auf.

## Liste der Immobilien
| Bezeichnung       | Beschreibung        | Standort                 | Kennzeichnung | Schutzstatus | Datum | Bild |
| ----------------- | ------------------- | ------------------------ | ------------- | ------------ | ----- | ---- |
| Menhir von Mécrin | aus dem Neolithikum | südlich des Ortes (Lage) | PA55000023    | Inscrit      | 2000  |      |

## Liste der Objekte
| Bezeichnung      | Beschreibung                                | Standort                     | Kennzeichnung | Schutzstatus | Datum | Bild |
| ---------------- | ------------------------------------------- | ---------------------------- | ------------- | ------------ | ----- | ---- |
| Aper-Retabel     | Kalkstein, farbig gefasst, 17. Jahrhundert  | in der Kirche St-Evre (Lage) | PM55001023    | Classé       | 1994  |      |
| Weihnachtskrippe | neun Figuren; Holz, bemalt, 19. Jahrhundert | in der Kirche St-Evre (Lage) | PM55001195    | Classé       | 1997  |      |